# Saoko
«Saoko» (estilizado en mayúsculas) es una canción de la cantautora española Rosalía, fue lanzada el 4 de febrero del 2022, a través de Columbia Records, como el segundo sencillo promocional de su tercer álbum de estudio Motomami (2022).
«Saoko» usa de referencia una canción homónima, «Saoco» de Wisin y Daddy Yankee estrenada en 2004. La misma palabra, de origen africano, significa sabor o ritmo.

## Video musical
El video musical fue estrenado el 4 de febrero del 2022, dirigido por Valentin Petit y producido DIVISION. El mismo se grabó en Kiev. El director contó con un equipo femenino de especialistas en acrobacias con motocicletas.
La estilista Haley Wollens eligió marcas de ropa como Mugler, Jean-Paul Gaultier y la ucraniana Zhilyova.

## Créditos y personal
Créditos adaptados de YouTube Music.
| Producción - Rosalía Vila Tobella – composición, producción, voz - Noah Goldstein Drums – composición, producción - Dylan Wiggins – composición, producción - Justin Rafael Quiles – composición - Michael Uzowuru – bajo, composición, producción, sintetizador - Dylan Patrice – producción, piano - Juan Luis Morera - composición - Urbani Mota Cedeño - composición - Juan Iván Orengo - composición | Técnico - Anthony Vilchis – ingeniero asistente - Chris Gehringer – ingeniería de masterización - Manny Marroquin - ingeniería de mezclas - Zach Peraya – ingeniero asistente - Jeremie Inhaber – ingeniero asistente - Anthony Vilchis – ingeniero asistente - Chris Gehringer – ingeniero asistente |

## Posicionamiento en listas
| Listas (2022)                    | Mejor posición |
| -------------------------------- | -------------- |
| España (PROMUSICAE)              | 5              |
| Estados Unidos (Hot Latin Songs) | 22             |
| Global 200 (Billboard)           | 101            |
| Portugal (AFP)                   | 68             |